# Horizon (serie televisiva)
Horizon (titolo originale Higher Ground) è una serie televisiva canadese trasmessa nel 2000. La serie è ambientata in un istituto di rieducazione posto tra le montagne della Columbia Britannica, la Mount Horizon High School, che ospita giovani a rischio, vittime di abusi, dipendenza da droghe e con difficoltà psicologiche di vario genere. Attraverso la ferrea disciplina, l'aiuto degli istruttori, il lavoro di gruppo e le attività fisiche all'aria aperta, il gruppo di ragazzi protagonisti della serie (i Cliffhangers) cerca di superare le proprie paure e di fare i conti col proprio difficile passato.

## Episodi
| Stagione       | Episodi | Prima TV originale | Prima TV Italia |
| -------------- | ------- | ------------------ | --------------- |
| Prima stagione | 22      | 2000               | 2002            |

Allo stato, la serie non è mai uscita in edizione DVD; tuttavia, dal 2015 è disponibile in lingua inglese su Amazon e iTunes in digital download.